# ريج ماكدونالد
ريج ماكدونالد هو سياسي كندي، ولد في 29 مايو 1934 في كندا، وتوفي في 13 يناير 2018. انتخب عضو الجمعية التشريعية لنيو برونزويك ‏.